# 维柳钦斯克
維柳欽斯克（俄语：Вилючинск）是俄羅斯的一个保密行政區。位於堪察加邊疆區南部、首府堪察加彼得羅巴甫洛夫斯克西南方20公里，隔著阿瓦查灣相望。人口21,834（2023年），25,401（2010年），24,166 人（2002年），37,400人（1996年）。

## 歷史
阿瓦查灣周邊原是伊捷爾緬人的居住地，18世紀之後被俄國統治。1968年10月16日，蘇聯將阿瓦查灣西南側的數個海軍用地合併，包含蘇維埃茨基（Sovetsky, Staraya Tar'ya）、謝利捷瓦亞（Sel'devaya）、雷巴奇（Rybachy, Novaya Tar'ya）、亞戈德內（Yagodnyy）、拉赫塔日尼（Lakhtazhnyy）、博加特留夫卡（Bogatyryovka）等處，以蘇維埃茨基為名，設有潛艇基地、反潛機基地、海軍兵工廠、及海軍眷屬居住區等。由於涉及重要軍事機密，蘇維埃茨基於1970年起設為保密行政區，代號「堪察加彼得羅巴甫洛夫斯克－50」（Petropavlovsk-Kamchatsky-50）。1994年，這座城鎮以維柳欽斯基火山重新命名，為堪察加邊疆區所轄的市區之一，但依然不對外開放，雷巴奇基地目前仍有俄羅斯海軍核子潛艇部隊駐紮。

## 氣候
維柳欽斯克屬於副極地氣候，但因瀕臨太平洋岸，水氣十分充足，夏季乾燥冬季濕潤，降水多半以降雪的形式出現。同樣因臨海之故，維柳欽斯克的平均溫度較內陸緩和，夏季均溫約15℃，冬季均溫約-10℃，平均降水量約978公厘，整體氣候情況與堪察加彼得羅巴甫洛夫斯克相仿。

## 社會
除了核子潛艇基地外，維柳欽斯克亦發展漁業、水產加工、造船工業等。俄國政府曾於2003年計劃關閉海軍基地，但從未實行，反而為其重新修建了學校、醫院、體育館、文物館等公共設施，2007年時還開設了水上樂園；原有計劃與海灣對岸的堪察加彼得羅巴甫洛夫斯克設置渡輪，但目前仍未實現。維柳欽斯克的第一座東正教堂建立於1990年代。

## 外部連結
- http://www.toge.ru/ （页面存档备份，存于） （俄文）
- （俄文）
- （俄文）
- http://viluchinsk.narod.ru/ （页面存档备份，存于） （俄文）
- （俄文）
- （俄文）
- http://www.lenta.ru/news/2007/07/09/base/ （页面存档备份，存于） （俄文）
- http://www.kamweather.ru/vilyuchinsk （页面存档备份，存于） （俄文）